# 薩萬加蓬塔山
9°43′33″S 77°14′13″W / 9.72583°S 77.23694°W
薩萬加蓬塔山（Shahuanga Punta），是秘魯的山峰，位於該國北部安卡什大區，由查文德萬塔爾區和卡塔克區負責管轄，屬於布蘭卡山脈的一部分，海拔高度5,161米。